# 권옥연
권옥연(權玉淵, 1923년 7월 4일~2011년 4월 17일)은 대한민국의 서양화가이다.

## 생애
함경남도 함흥의 명문가에서 태어났다. 호는 무의자(無衣子)이다. 함흥에서 유년기를 보낸 후 경성제2고등보통학교(현 경복중고교)에 진학하여 미술교사 사토 구니오를 만났다. 유영국, 장욱진, 임완규, 김창억, 이대원 등이 당시 그의 선배였다. 1942년에 도쿄의 데이코쿠 미술학교(帝國美術學校, 현 무사시노 미술대학)에서 서양화 수업을 시작하였다. 1945년 함흥에서 해방을 맞았으며 한 때 모교인 경복고등학교에서 교사로 재직하였다. 1948년에 동화백화점화랑에서 첫 개인전을 가졌다. 당시 그의 그림은 후기인상주의 화풍에 향토적이고 목가적이었다. 1951년 대구에서 연극인 이병복과 결혼하였다. 
1957년부터 1960년까지 프랑스 파리의 아카데미 드 라 그랑드 쇼미에르에서 수학하면서 살롱 도톤느와 레알리테 누벨, 뒤페 회원전, 쉬르레알리즘전 등에 출품했다. 1961년 국립도서관 화랑에서 귀국 개인전을 가졌다. 프랑스 유학 후에는 앵포르멜과 초현실주의 등 유럽 미술의 영향을 받았지만 개성적인 추상적 그림을 그렸다. 1965년에는 일본 도쿄 니혼바시 화랑에서 개인전을 가졌고 상파울루 비엔날레에 출품하였다. 1970년대부터는 인물, 정물, 풍경 등에 내재된 이미지를 청회색 톤으로 시를 쓰듯 그렸다. 
1978년부터 금곡박물관 (이후 무의자박물관로 개칭)을 운영하였고 1983년 대한민국 예술원 회원이 되었다. 2011년 작고하였다
조각가 권진규는 먼 친척인데, 권옥연은 권진규에 여러 면에서 도움을 주었고 영향을 주고 받았다. 조각가이자 화가인 권이나는 그의 딸이다. 
황인 평론가는 "예술가의 한끼"에서 다음과 같이 권옥연의 삶과 예술을 축약하였다 (중앙일보, 2019.03.02). 
"그의 동작은 거침이 없었고 솔직했다. 슬프면 슬픈 표정, 기쁘면 기쁜 표정을 그대로 드러내었다. 기쁘면 아무 데서나 노래를 불렀다. 두툼한 가슴속 깊은 곳에서 길어 올린 노래는 일급이었다. 가곡을 잘 불렀다."
"그는 고유의 체취를 중요시했다. 체취를 다른 말로 포에지라고 했다. 노래라고도 했다. 아무도 흉내 낼 수 없는 그 사람의 목청만이, 그 사람의 톤만이 낼 수 있는 표현이 제대로 된 그림이라고 했다. 권옥연의 목청을 그림 속의 빛깔로 나타낸다면 오래된 기왓장을 닮은 청회색이 될 것이다."

## 예술세계와 작품
다음 몇 소개글과 블로그에서 작가의 예술세계와 작품을 살펴 볼 수 있다.
- 김종근, 2004. "회색의 땅에서 부르는 서정성의 노래 - 권옥연", 김달진 미술연구소.

- 송풍수월(松風水月), 2010. "권옥연 화백의 작품 세계 - 고독과 허무의 색", 네이버 블로그.

- 김미정, 2015. "상상력의 연금술사, 권옥연의 미술세계 - 권옥연 회고전", 네이버 블로그.

## 상훈과 추모
대한민국 예술원상 미술부문(1986), 보관문화훈장(1990), 3.1문화상(1994) 등을 받았다. 2001년 국립현대미술관 "올해의 작가"로 선정되어 초대전이 덕수궁관에서 열렸고 기념화집 2권이 발간되었다. 2015년 12월, 가나아트센터에서 회고전이 열렸다. 2023년 11월, 백주년 기념전이 현대화랑에서 열렸다. 

## 학력
- 경성 제2고등보통학교 (현 경복중고등학교), 1941년 졸업
- 일본 데이코쿠 미술학교 (현 무사시노 미술대학), 1942년-1944년
- 프랑스 파리 아카데미 드 라 그랑 쇼미에르, 1957년-1960년

## 참고 문헌
- 오광수, 2001. "권옥연의 예술 또는 환시적 조형", <권옥연 1947-2000>. 1권, 47-67. 미술저널사.

- 최은주, 2001. "권옥연의 회화 - 이미지와 상징성", <권옥연 1947-2000>. 1권, 90-121. 미술저널사.

- 유준상, 2001. "무의자 권옥연", <권옥연 1947-2000>. 2권, 12-41.. 미술저널사.

- 박영택, 2006. "권옥연의 회화세계 - 인물화를 중심으로", <인문미술사학> 2006, 2호. 9-34.

- 최정주, 2021. "한국 초현실주의의 푸른 거성, 권옥연의 회화 연구", <조형교육> 79집, 499-518.